# Pensée
Pour les articles homonymes, voir Pensée (homonymie).

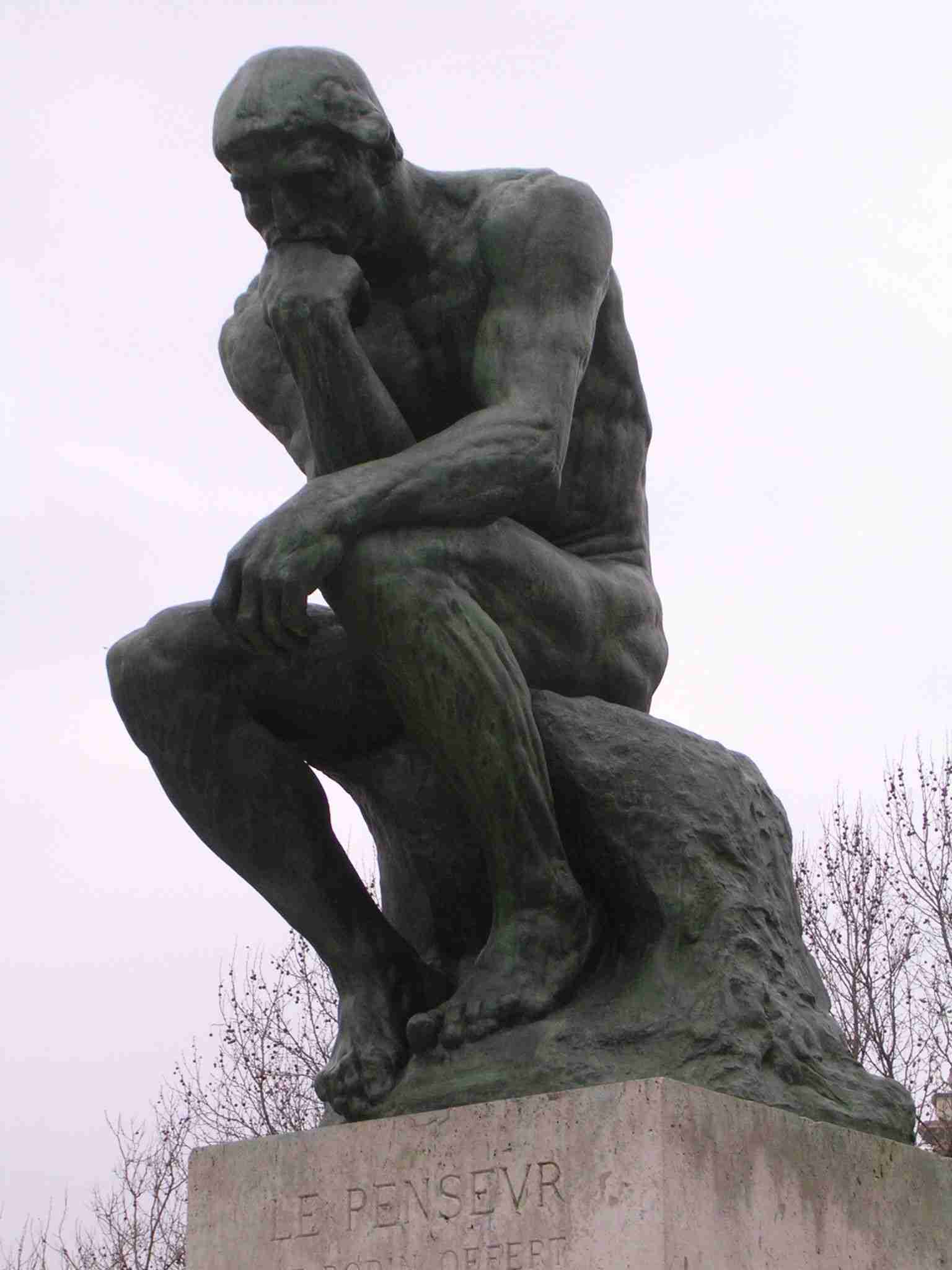
Le Penseur, par Auguste Rodin

Au sens large du terme, la pensée est une activité psychique, consciente dans son ensemble (mais parfois incontrôlée), qui recouvre les processus par lesquels sont élaborées, en réponse aux perceptions venues des sens, la synthèse des images et des sensations réelles et imaginaires qui produisent les concepts que l'être humain associe pour apprendre, créer, agir et communiquer dans la réalité.

## Étymologie
Penser vient du bas latin « pensare » (en latin classique : peser, comparer), fréquentatif du verbe « pendere » : peser.

## Définition
Le TLFi définit la pensée comme « [e]nsemble des facultés psychologiques tant affectives qu'intellectuelles ».

## En philosophie
Dans Le Sophiste, Platon définit la pensée comme « discours intérieur que l'âme tient en silence avec elle-même » (263 d et sq., trad. Chambry). Et dans le Théétète, il l'avait déjà définie comme « discours que l'âme se tient à elle-même sur les objets qu'elle examine » (189 e et sq, trad. Chambry). La caractéristique essentielle de la pensée est donc la réflexivité (« avec elle-même », « à elle-même »).